# Ashigara
L’Ashigara (足柄) fut le dernier des quatre croiseurs lourds de 10 000 tonnes de la classe Myōkō, construits au titre du Nouveau Programme de Renforcement de 1923 à avoir été mis en service par la Marine impériale japonaise. Il a été commandé au chantier naval Kawasaki de Kobe, et construit de 1925 à 1929. Modernisé en 1936 et en 1940, il a pris une part active, de 1937 à 1945, aux opérations navales de la Marine impériale japonaise, pendant la seconde guerre sino-japonaise, puis pendant la guerre du Pacifique. Il a été le dernier des croiseurs lourds coulés sous pavillon japonais en haute mer, torpillé par un sous-marin britannique dans le détroit de Bangka le 8 juin 1945.

## Arrière-plan et caractéristiques
L'Ashigara a été construit aux chantiers navals Kawasaki de Kobe, mis sur cale le 11 avril 1925, lancé le 22 avril 1928, et admis au service actif, le 20 août 1929.
Quatre croiseurs avaient été construits de 1922 à 1927, sur les plans du contre-amiral Hiraga (les classes Furutaka et Aoba). Ils étaient armés, de six canons de 200 mm, et quatre pièces simples de 120 mm, ils portaient un blindage de ceinture de 75 mm, et filaient 34,5 nœuds, pour un déplacement de 8 000 tonnes à 9 000 tonnes. La décision a été prise ensuite de construire des bâtiments plus puissants, mieux protégés, utilisant pleinement la possilité offerte d'un déplacement maximum de 10 000 tonnes anglaises de 1 016 kg, selon les stipulations du traité de Washington de 1922.
Les quatre croiseurs qui ont alors été construits, la classe Myōkō, également conçus par Yuzuru Hiraga, promu vice-amiral en 1925, se sont différenciés des bâtiments précédents, principalement par une longueur accrue d'environ 18 mètres, ce qui a permis d'accroître l'artillerie principale de six à dix canons, avec deux tourelles doubles superposées à l'avant, une troisième tourelle double ne tirant qu'en abord devant le bloc passerelle, et deux tourelles doubles superposées à l'arrière. Leur artillerie secondaire de 120 mm a été constituée de six pièces simples, soit un renforcement de 50% par rapport à la classe Aoba, le blindage de ceinture porté de 75 mm à 100 mm. La propulsion développant une puissance de 130 000 ch assurait une vitesse maximale de 35½ nœuds. Le déplacement “standard” censé respecter la limite maximum de 10 000 TW, était en réalité de 10 940 TW,.
L'Ashigara reçut comme ses sister-ships une première modernisation à partir de mars 1936, qui a consisté à remplacer les canons de 200 mm 1 GÔ (Mark I)par des canons de 203 mm 2 GÔ (Mark II), et à remplacer, pour l'artillerie secondaire, les six pièces simples de 120 mm, par quatre affûts doubles de 127 mm type 89 . La Défense Contre Avions a été renforcée par quatre affûts doubles de canons antiaériens de 25 mm Type 96, sous licence Hotchkiss. Les 12 tubes lance-torpilles fixes de 610 mm, en deux groupes de 3, de chaque bord dans la coque à hauteur du pont principal, ont été remplacés par deux plates-formes quadruples orientables installées sur le pont supérieur. Ces modifications ont conduit à un accroissement du déplacement qui a atteint 13 380 tonnes mais à une période où l'empire du Japon n'était plus lié par les limites maximales de déplacement stipulées par le traité de Washington. Le maitre-bau ayant été porté à 20,73 m et le tirant d'eau à 6,32 m, la vitesse maximale en est trouvée réduite à 33¾ nœuds.
Une seconde refonte en 1940 a conduit à ajouter deux nouvelles plates-formes lance-torpilles quadruples, et à accroitre la Défense Contre Avions de quatre affûts triples et deux affûts doubles de 25 mm type 96.

## Service

### Avant la Guerre du Pacifique
L'Ashigara, à sa mise en service, devient le navire amiral de la 4e Division de Croiseurs, qui rassemble les croiseurs de la classe Myōkō. En 1932, il contribue au transport de troupes japonaises, à la suite de l'incident du 28 janvier 1932, à Shangaï. L'Ashigara, portant la marque du commandant de la 4e division de croiseurs de la 2e Flotte, a été envoyé en Europe, en mai-juin 1937, pour participer notamment à la revue navale internationale de Spithead, à l'occasion du couronnement du roi George VI. Il y fait grande impression, car sa puissance de feu surpasse alors celle des croiseurs lourds des autres principales puissances navales, à l'exception de deux croiseurs lourds américains. Il fait également escale en Allemagne, participe à la commémoration de la bataille du Skagerrak et son état-major est reçu à Berlin, par Adolf Hitler. À l'entrée en service des croiseurs de la classe Takao, la 4e Division est reclassée 5e Division, dont l'Ashigara, demeure navire amiral.
En août 1937, au début de la seconde guerre sino-japonaise, les quatre croiseurs de la classe Myōkō et le Maya, avec l'Ashigara comme navire amiral, ont pris part à débarquement dans l'archipel de Zhoushan, à proximité de Shanghai. En décembre 1937, il participe aux secours dépêchés au large de la côte sud-est de Formose, après que le paquebot américain SS President Hoover y a heurté un récif.
En juillet 1941, l'Ashigara a participé à l'occupation japonaise de la Cochinchine, en Indochine française.

### L'invasion des Philippines et des Indes Orientales néerlandaises
Au début décembre 1941, l'Ashigara porte la marque du vice-amiral Ibō Takahashi, commandant la 3e Flotte, chargée de l'attaque des Philippines. Il a participé à l'occupation du nord des Philippines, assurant la couverture du débarquement de Lingayen, le 22 décembre, tandis que les trois autres croiseurs qui faisaient partie de la 5e Division de Croiseurs, ont pris part aux attaques au sud des Philippines (débarquements de Legaspi, le 11 décembre, Davao, le 19 et 20 décembre et Jolo, le 24 décembre). Les quatre croiseurs ont participé, en janvier et février à l'occupation des Célèbes, d'Ambon et de Timor.

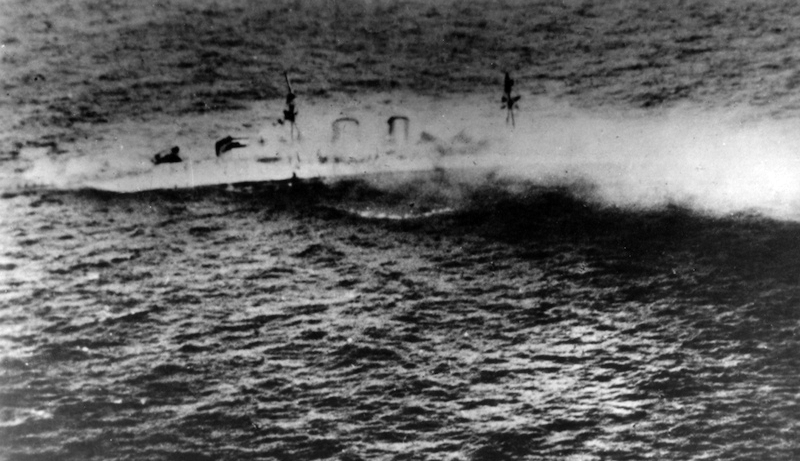
Le coule, en mer de Java le 1 mars 1942. L'Ashigara a participé à sa destruction et à celle d'un de ses destroyers d'escorte.

À la fin de février et début mars, il participe à la première et à la deuxième bataille de la mer de Java qui ont vu, avec la bataille du détroit de la Sonde la destruction par les croiseurs lourds japonais des grands bâtiments du Commandement Américain-Britannique-Hollandais-Australien (ABDACOM), en particulier le petit croiseur lourd HMS Exeter,. En mars, l'Ashigara est rattaché à la 2e Flotte Expéditionnaire du Sud, et il couvre l'invasion de l'île Christmas, le 26 mars 1942. Devenu le navire amiral de la Flotte de la Zone du Pacifique Sud-Ouest, en avril, il va dès lors opérer dans ce secteur, étant basé le plus souvent sur Surabaya ou Singapour. En avril 1943, il est doté d'un radar de veille aérienne de Type 21.

### Avec la5eFlotte, dans le détroit de Surigao
En février 1944, l'Ashigara est affecté à la 5e Flotte, et rejoint Ōminato, Quartier Général de la Zone du Pacifique Nord. En mars 1944, il a reçu un radar de veille surface de type 22. Fin juillet, la 5e Flotte fait mouvement d'Ōminato à Kure, où en septembre, la Défense Contre Avions de l'Ashigara est portée à 48 tubes, avec deux affûts doubles et vingt affûts simples supplémentaires de 25 mm type 96.
Le 14 octobre, la 5e Flotte, aux ordres du vice-amiral Shima qui avait sa marque sur le Nachi, a quitté Kure et est allée relâcher le 16 à Amami-Oshima, au nord de Okinawa. Elle en est repartie le 18, pour Manille, mais sa place dans le cadre du Plan Shō-Gō de défense des Philippines, est modifiée. Au lieu d'opérer avec le “Corps Principal” du vice-amiral Ozawa, le vice-amiral Shima reçoit l'ordre d'opérer en liaison avec la Force de Diversion no 1 du vice-amiral Kurita, en entrant dans le golfe de Leyte par le sud, c'est-à-dire par le détroit de Surigao, le 25 octobre au matin, alors que le gros de la Force du vice-amiral Kurita devait y entrer par le nord. Le vice-amiral Shima va alors aller relâcher à Bako dans les îles Pescadores à l'ouest de Formose, puis refaire le plein de ses destroyers en baie de Coron, dans les Îles Calamian au nord de Palawan, dans la nuit du 23 octobre. Il va ensuite faire route au sud-est, en mer de Sulu, vers le détroit de Surigao. Averti qu'une force navale, dépendant du vice-amiral Kurita doit elle aussi franchir le détroit de Surigao à la fin de la nuit du 24 au 25, le vice-amiral Shima ne peut pas, en raison du silence radio imposé aux forces à la mer, se concerter avec le commandant de cette force, le vice-amiral Nishimura,qui n'avait lui-même reçu ses ordres définitifs qu'à Brunei, où la Force du vice-amiral Kurita avait relâché du 20 au 22 octobre.
Repéré le 24 octobre dans la matinée, par l'aviation embarquée de l'amiral Halsey, et ayant compris à partir d'écoutes radio que le vice-amiral Kurita, soumis à de violentes attaques en mer de Sibuyan ne serait pas au rendez-vous pour entrer dans le golfe de Leyte en même temps que le vice-amiral Nishimura, le vice-amiral Shima a décidé de forcer la vitesse, pour prêter main-forte à ce dernier. La 5e Flotte a donc débouché, le 25 octobre, vers 3 h du matin, dans le détroit de Surigao. Une attaque des vedettes lance-torpilles américaines a ralenti son croiseur léger, l'Abukuma, mais le vice-amiral Shima a continué d'avancer cap au nord à 28 nœuds, guidé par la lumière de la canonnade, avec ses deux croiseurs lourds, Nachi et Ashigara. Mais les cuirassés du vice-amiral Nishimura avaient déjà disparu et il n'a plus trouvé sur le champ de bataille, qu'un destroyer japonais endommagé, et le Mogami, ne gouvernant plus, avec lequel le Nachi est entré en collision à 4 h 30. Ses destroyers ne trouvant, dans la fumée, aucun bâtiment américain, le vice-amiral Shima a fait demi-tour à 4 h 45. Les croiseurs américains, qui s'avançaient pour achever les navires japonais endommagés, ont aperçu l'escadre japonaise se retirant cap au sud à 25 000 mètres, et seul le croiseur léger Abukuma de l'escadre du vice-amiral Shima, déjà endommagé, a finalement été achevé par des bombardiers des US Army Air Forces .

### La fin de l'Ashigara, en juin 1945
Revenus à Manille, les deux croiseurs lourds de la 5e Flotte y sont attaqués par l'aviation embarquée de la Task Force 38, qui y coule le Nachi, le 5 novembre .Le vice-amiral Shima, qui se trouvait à terre lorsque le Nachi a été coulé, a mis momentanément sa marque sur l'Ashigara, lorsqu'il a pu rallier la 5e Flotte et gagner Singapour. À la fin décembre, tandis que le vice-amiral Shima transfère sa marque sur le Hyūga, l'Ashigara, parti de Cam Ranh, va bombarder la plage de San Jose, sur l'île de Mindoro où les Américains ont débarqué, à la mi-décembre.
Basé ensuite à Singapour, l'Ashigara, de concert avec le Haguro, va soutenir les garnisons japonaises depuis Java, jusqu'au golfe du Bengale. Après la destruction du Haguro dans le détroit de Malacca (15-16 mai 1945), l'Ashigara se rend début juin, à Batavia, pour en ramener des troupes, en vue de la défense de Singapour. Sur la route du retour, le 8 juin 1945, dans le détroit de Bangka, il est repéré et attaqué par des sous-marins britanniques. Touché par cinq torpilles du HMS Trenchant, il a coulé alors qu'il était escorté par le destroyer Kamikaze.